# Rugby Europe U18 Championship 2015
El Rugby Europe U18 Championship del 2015 se disputó en Francia y fue la decimosegunda edición del torneo en categoría M18.
Fue la última edición en la cual participaron las selecciones de Escocia, Gales, Inglaterra, Irlanda e Italia.

## Equipos participantes
- Selección juvenil de rugby de Escocia
- Selección juvenil de rugby de Francia
- Selección juvenil de rugby de Gales
- Selección juvenil de rugby de Georgia
- Selección juvenil de rugby de Inglaterra
- Selección juvenil de rugby de Irlanda
- Selección juvenil de rugby de Italia
- Selección juvenil de rugby de Portugal

## Resultados

### Cuartos de final
- Los perdedores avanzan a la copa de plata

| 27 de marzo | Francia | 22 - 10 | Escocia |  |  |

| 27 de marzo | Inglaterra | 85 - 5 | Portugal |  |  |

| 27 de marzo | Georgia | 8 - 8 | Irlanda |  |  |

| 27 de marzo | Italia | 14 - 13 | Gales |  |  |

### Semifinal de Plata
| 31 de marzo | Gales | 14 - 9 | Irlanda |  |  |

| 31 de marzo | Portugal | 0 - 0 | Escocia |  |  |

### Semifinales Campeonato
| 31 de marzo | Francia | 23 - 19 | Inglaterra |  |  |

| 31 de marzo | Georgia | 6 - 6 | Italia |  |  |

### Séptimo puesto
| 4 de abril | Escocia | 12 - 21 | Irlanda |  |  |

### Quinto puesto
| 4 de abril | Gales | 39 - 10 | Portugal |  |  |

### Tercer puesto
| 4 de abril | Inglaterra | 39 - 12 | Italia |  |  |

### Final
| 4 de abril | Francia | 57 - 0 | Georgia |  |  |

| Bandera de Francia |
| Campeón Francia    |
| Sexto título       |